# Lajos Lencsés
Lajos Lencsés est un hautboïste hongrois, né en 1943 à Dorog au nord-est de Budapest. 

## Biographie
Il commence ses études musicales au conservatoire Béla Bartók et à l'Académie musicale de Budapest et poursuit sa formation au Conservatoire national supérieur de musique et de danse de Paris dans la classe d'Étienne Baudo, suivant l'académie internationale d'été de Nice avec Pierre Pierlot. Lauréat du Concours international d'exécution musicale de Genève en 1968,, il est nommé hautbois solo de l'Orchestre symphonique de la radio de Stuttgart dès 1971 ce qui lui fournit la base de sa carrière de soliste. Il joue également du hautbois d'amour et du cor anglais.
Concertiste et chambriste avec Sergiu Celibidache, Karl Münchinger, Sir Neville Marriner, Christoph Eschenbach ou Jean-Pierre Rampal, il est aussi invité comme professeur pour des classes de maître dans de nombreux pays, en Europe, aux États-Unis ou au Japon, notamment.
L'activité discographique de Lajos Lencsés est importante : il a enregistré plus de 50 disques. Les œuvres les plus marquantes pour hautbois de Richard Strauss, Francis Poulenc, Benjamin Britten, Domenico Cimarosa, Antonio Pasculli, mais aussi des concertos et des sonates moins connus particulièrement du XXe siècle : Charles Koechlin, Guy Ropartz, Henri Dutilleux, Nino Rota, Johannes Wenzeslaus Kalliwoda. Il se fait aussi le champion des compositeurs hongrois, tels Sándor Balassa, Frigyes Hidas et József Soproni. Le tout participant au renouveau du répertoire du hautbois. Parmi ses enregistrements nombreux sont ceux couronnés de prix du disque (Diapason d’Or 1990, « Choc » du Monde de la Musique, etc.). Son répertoire va de la musique baroque à la musique contemporaine.
En 2003, il est distingué de l'ordre du mérite par le gouvernement hongrois.

## Discographie
Lajos Lencsés a enregistré pour les labels Audite, Aulos, Bayer Records, Carus, CPO, Capriccio, Hännsler Classics, MDG, Saphir, Toccata Classics et Hungaroton. Des rééditions sont publiés notamment par Brilliant Classics.

### Concertos
- Concertos pour hautbois - Bach, JC Bach, Cimarosa, Stamitz, Vivaldi - Lajos Lencsés, hautbois ; Südwestdeutsches Kammerorchester Pforzheim, dir. Paul Angerer (mars 1977, avril 1979, septembre 1977 - Capriccio 10 772/10 509 ; 2CD Carus) (OCLC 757357286)
- Telemann, Concertos pour hautbois - Lajos Lencsés, hautbois et hautbois d'amour ; Südwestdeutsches Kammerorchester Pforzheim, dir. Paul Angerer (mars 1983, Carus 83.102) (OCLC 878808264)
- Concertos français - Honegger, Jolivet, Françaix - Lajos Lencsés, hautbois ; Gaby van Riet, flûte ; Orchestre de la radio de Stuttgart, dir. Uri Segal ; Südwestdeutsches Kammerorchester Pforzheim, dir. Vladislav Czarnecki (mai 1983, octobre/mars 1989, CPO) (OCLC 906160086)
- Rosetti, Concertos pour hautbois - Lajos Lencsés, hautbois ; Orchestre de chambre Slovak, dir. Bohdan Warchal (septembre 1990, CPO 999 062-2) (OCLC 27871424)
- Albinoni, Concertos pour hautbois - Budapest Strings (11-15 février 1993, Capriccio 10 507) (OCLC 704920402)
- Concertos pour hautbois - D'Indy, Rimski-Korsakov, Schwencke, Weber - Orchestre de la radio de Berlin, dir. Hans E. Zimmer (28-29 avril/10-11 mai 1995, Capriccio) (OCLC 767866100)
- Chefs-d'œuvre pour hautbois - Richard Strauss, Charles Koechlin, Bernd Alois Zimmermann+, Benjamin Britten - Symphonique de la Radio SWR Stuttgart, dir. Neville Marriner, Bernhard Güller, Uriel Segal, Werner Andreas Albert+ (1982, 1985, 1988 et 1997, Capriccio 10 231 / Hänssler Classic) (OCLC 47833921 et 884445753)
- Concertos pour hautbois - Johann Gottfried Hugo Schuncke, Ropartz, Nielsen, Jan Vaclav Kalliwoda – Bernhard Guller - Symphonique de la Radio SWR Stuttgart (2001, 2002, Capriccio) (OCLC 166026638 et 315663274)
- Hautbois Italien - Cimarosa, Donizetti, Arrigo Pedrollo, Rota, Castelnuovo-Tedesco - Orchestre de Chambre Arcata, dir. Patrick Strub (Hänssler Classic CD 98.467) (OCLC 611137028)
- Dittersdorf, Concertos pour hautbois - Lajos Lencsés, hautbois et hautbois d'amour ; Orchestre de chambre Franz Liszt, dir. János Rolla (15-18 juin 1999, 10-12 juin 2001, Hungaroton HCD 32062) (OCLC 840105987)
- Vaughan Williams, Concerto pour hautbois - Lajos Lencsés, hautbois ; Budapest Strings, dir. Béla Banfalvi (2007, Capriccio)[5] (OCLC 767866653)

### Musique de chambre
- Pièces romantiques rares pour harpe et hautbois - Gaetano Donizetti, Nicolas-Charles Bochsa, Henri Brod, Antonio Pasculli - Lajos Lencsés, hautbois ; Rachel Talitman, harpe (mars 1983, Audite) (OCLC 767880242)
- Musique de nuit - Charles Koechlin (Monodies, opus 216), Gabriel Fauré (Sicilienne, opus 78 ; Berceuse), Erik Satie (Gnossiennes, Gymnopédies), Gabriel Pierné (Sérénade) - Giselle Herbert, harpe (novembre 1986, Audite) (OCLC 23052765)
- Charles Koechlin, Œuvres pour hautbois, hautbois d'amour, cor anglais - Lajos Lencsés, hautbois ; Shoshana Rudiakov, piano ; membres de l'orchestre de la radio de Stuttgart (8-15 et 27 novembre 1989, Audite 97.417)[6] (OCLC 877880694)
- Charles Koechlin, Œuvres de chambre pour hautbois - Lajos Lencsés, hautbois, cor anglais ; Gaby Pas-van Riet, flûte ; Quatuor Parisii (Thierry Brodard, Jean-Michel Berrette, violons ; Dominique Lobet, alto ; Jean-Philippe Martignoni, violoncelle) ; Lucia Cericola, harpe ; Kalle Randalu, piano  (1989–1997, CPO 999 614-2)[7] (OCLC 917360715)
- Hindemith, Die Serenaden op. 35, Heckelphone Trio, Sonate pour hautbois, Sonate pour cor anglais - Lajos Lencsés, hautbois ; Ruth Ziesak, soprano ; Gunter Teuffel, alto ; Ansgar Schneider, violoncelle ; Shoshana Rudiakov, piano (janvier, avril, novembre 1994, CPO 999 333-2) (OCLC 859223614)
- Pièces hongroises pour hautbois - Ferenc Farkas (Aria e rondo all'ungherese), Zoltán Kodály (Épigramme), György Ranki (Don Quixote y Dulcinea), Jeno Takacs (Méditation), Frigyes Hidas (Concerto pour hautbois) - Budapest Strings ; Orchestre symphonique de la Radio SWR Stuttgart, dir. Alan Gilbert (12 septembre 1996, août 1999, Capriccio) (OCLC 704922503)
- Sonates françaises pour hautbois et piano - Saint-Saëns, Poulenc, Dutilleux, Pierre de Bréville - Lajos Lencsés, hautbois ; Karl Bergemann, piano (1995, Bayer Records BR 100 227) (OCLC 44117164)
- Boccherini, Quintettes avec hautbois op. 55 [G 431-436] - Lajos Lencsés, hautbois ; Quatuor Parisii (décembre 1992, Capriccio 10 454 / Brilliant Classics « Boccherini Edition » CD7 sur 37) (OCLC 698862529 et 821065732)
- Fantaisies pastorales : Henri Tomasi (Le tombeau de Mireille) ; César Franck (Pièce V) ; Guy Ropartz (Lamento) ; Paul Ladmirault (Adagio) ; Albert Roussel (Aria) - Lajos Lencsés, hautbois ; Leo Lencsés, tam-tam ; François Killian, piano (2002, Audite) (OCLC 611386034)
- Druschetzky, Quatuors avec hautbois - Lajos Lencsés, hautbois ; Zsolt Szefcsik, violon ; Ágnes Csoma, alto ; Bálint Maróth, violoncelle (6-7 décembre 2006/24 mars 2007, Hungaroton HCD 32491) (OCLC 181151400)
- Pleyel, Quatuors et quintette pour cordes et vents - Orsolya Kaczander, flûte ; Lajos Lencseés, hautbois ; Vilmos Szabadi, violon ; Péter Bársony, alto ; Péter Szabó, violoncelle (11-14 décembre 2007, Hungaroton HCD 32572) (OCLC 811457542)
- Rhapsodie - Bartók, Rózsa (Sonate pour hautbois opus 43), Farkas, Kurtág, Balassa (Nyari intermezzo, op. 71), László Sáry - Judit Böszörményi, piano ; Simone Riniker-Maier, Mark Schimmelmann, violons ; Dirk Hegemann, alto ; Ulrike Hofmann, violoncelle ; Krisztina Jonas, soprano ; Enikő Ginzery, Cymbalum (juin 2012, Bayer Records) (OCLC 842875281)
- Lickl, Trois Quatuors avec hautbois, opus 26, Cassation en mi bémol majeur - Natalie Chee, violin, Paul Pesthy, alto, Ansgar Schneider, violoncelle ; Dirk Altmann, clarinette ; Wolfgang Wipfler, cor, Libor Šima, basson (24-25 septembre 2010, Toccata Classics TOCC0350)[8] (OCLC 946046338)